# ريبيكا روز
ريبيكا روز (بالإنجليزية: Rebecca Rose)‏ هي نحّاتة أمريكية، ولدت في 18 سبتمبر 1980 في ميسا في الولايات المتحدة.